# Manuel Carrión Gútiez
Manuel Carrión Gútiez (17 de junio de 1930-3 de junio de 2016) fue un bibliotecario, bibliógrafo y filólogo español. Su obra Manual de Bibliotecas fue pionera en España en la organización de bibliotecas, y es uno de los textos más consultados en la Biblioteconomía española. Sus obras sobre el libro español son muy importantes.

## Biografía
Nació en Carrión de los Condes, Palencia, en 1930. Aprendió a leer y escribir, antes de la guerra civil española, en la escuela de párvulos del Hospital (Hermanas de la Caridad) de su ciudad natal. Se aficionó a la lectura y a saber cosas, en la Guerra y después de ella, en el colegio de San Antonio de Padua de los HH. Maristas de la misma ciudad. Frecuentaba los clásicos, sacros y profanos, se introdujo en los secretos de toda poesía y aprendió a pensar con la escolástica en el Seminario de San José de Palencia. Amplió sus estudios en Roma, Múnich y Madrid.
Licenciado en Filosofía (tesina «El personalismo epistemológico de August Brunner») y en Teología (tesina «El pelagianismo según el Contra Donatum») por la Universidad Gregoriana de Roma (curso de doctorado en Filosofía) y licenciado en Filosofía (tesina «La muerte, camino de libertad en Séneca») por la Universidad Complutense de Madrid (cursos del doctorado realizados).

## Actividad profesional
- 1957-1966: Profesor de Literatura Griega y Latina y de Psicología en el Seminario de Palencia. Profesor de Literatura y de Filosofía en la Escuela Normal de Palencia. Profesor de Griego y de Filosofía en el Colegio Castilla de Palencia.
- 1964-1966: Bibliotecario y archivero, como miembro del Cuerpo Auxiliar de Archivos, Bibliotecas y Museos, en la Biblioteca Pública y archivos de la Delegación de Hacienda e Histórico Provincial de Palencia.
- 1966-1995 : Bibliotecario, como miembro del Cuerpo Facultativo de Archiveros y Bibliotecarios, con los siguientes destinos:
  - Servicio Nacional de Lectura.
  - 1968: Jefe del Servicio de Canje Internacional de Publicaciones.
  - 1969: Subdirector de la Biblioteca Nacional.
  - 1981-82: Subdirector General de Bibliotecas.
  - 1987: Director de la Hemeroteca Nacional.
  - 1992: Director Técnico de la Biblioteca Nacional.
  - 1995: Jubilación forzosa.

Fue presidente de ANABAD. Impartió numerosos cursos y conferencias. Fue profesor en la rama de Biblioteconomía y Documentación, cuyos planes de estudio ayudó a redactar, en la Universidad Carlos III desde su fundación. Representó a España en reuniones y asociaciones internacionales, sobre todo en el Comité Central de Clasificación de la Federación Internacional de Documentación (FID). Formó parte de la redacción del Boletín de la Dirección General de Archivos y Bibliotecas, fue secretario de la Revista de Archivos, Bibliotecas y Museos y dirigió el Boletín de la ANABAD.

## Publicaciones
Autor de numerosas publicaciones y artículos sobre distintos temas, sobre todo relacionados con el mundo de las bibliotecas y del libro con temas palentinos. Entre ellos, guarda especial cariño al Manual de Bibliotecas, que contribuyó a la formación de nuevos bibliotecarios; a La encuadernación española en los tres tomos de la Historia ilustrada del libro español, y a La Biblioteca Nacional, fruto de muchos años de estancia en ella y del conocimiento de sus archivos. Como biógrafo, guarda especial aprecio por su Biografía de Jorge Manrique y por su dirección de la Bibliografía machadiana con motivo del centenario de Antonio Machado. Como traductor, tiene publicadas traducciones del alemán, del inglés, del francés, del italiano y del latín; por la traducción de la Historia literaria de España, de Jean Descola, recibió el Premio de Traducción Fray Luis de León en 1969. Publicó ensayos de crítica histórica y literaria sobre Carrión de los Condes, el Marqués de Santillana, Jorge Manrique, el Rabí Sem Tob, Gustavo Adolfo Bécquer, Lope de Vega y Calderón de la Barca, entre otros.
Su obra de aficionado a la poesía, que le llevó en su juventud a ganar algún premio literario, sólo se ha publicado en revistas, antologías y lecturas públicas, hasta que en 2001 publicó la recopilación Nombre en la tierra, nombre en el agua, que recoge la obra referida al primer círculo de la intimidad, que son la familia y la tierra, con mucho acento manriqueño. En 2002 publicó Poemas veniales, definido por el autor como poesías de la ciudad, una antología de textos en la que confluyen poemas y hasta presuntamente libros de muchos años, podados por supuesto de muchas ramas secas, inútiles o intempestivas. En 2003 publicó Primera memoria (Eucologio), con poemas religiosos, fruto de su vida literaria y religiosa: Significa reunir uno de los aspectos más característicos de mi personalidad, de mi vida y de mi obra, que es el tema religioso. En 2004 publicó Color a flor de piel.

## Sombra y presencia
Académico de número de la Pontificia Academia de San Dámaso de Madrid y de la Institución Tello Téllez de Meneses de Palencia. Asesoraba a la Real Academia de Ciencias Morales y Políticas y pertenecía a la Junta Directiva de la Asociación de Escritores y Artistas Españoles.
Poseía la encomienda de Alfonso X en España y la de Don Enrique el Navegante en Portugal.